# داینشته
داینشته (به آلمانی: Deinste) یک شهر در آلمان است که در Fredenbeck واقع شده‌است. داینشته ۲٬۱۹۹ نفر جمعیت دارد.